# انحدار التصريف

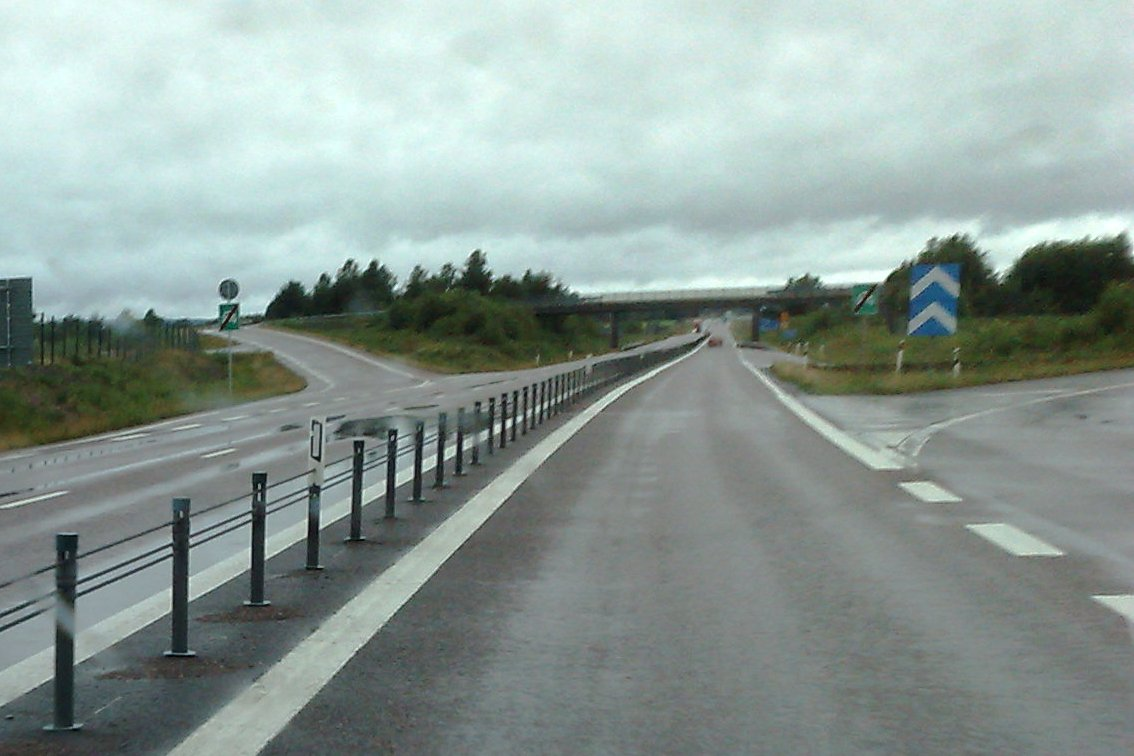

انحدار التصريف (دي جي) هو مصطلح مُستخدم في تصميم الطرق، ويُعرّف بأنه الانحدار الإجمالي الناجم عن الميل العرضي والميل الطولي لسطح الطريق. على الرغم من أن استخدام المصطلح غير مرجح في تصميم السقوف وعمارة تنسيق المواقع إلا أن مفهومه العام موجود ويُستخدم في عملية التصميم.
إذا كان انحدار التصريف قليل جدًا، فإن تصريف مياه الأمطار والمياه الذائبة سيكون غير كاف. يؤدي هذا الأمر إلى تراكم الماء على سطح الطريق، وبالتالي زيادة خطر حوادث التحليق المائي وتصادم المركبات بسبب طبقة الرصف الرطبة.

## انحدار التصريف الأدنى
تشترط معظم الكتيبات الإرشادية الخاصة بتصميم الطرق، وجود انحدار تصريف يتجاوز 0.5%، وذلك من أجل تصريف المياه والحد من حوادث الانزلاق الإضافية.
يمكن إيجاد استثناء واحد لانحدار التصريف الأدنى المحدد بنسبة 0.5% وذلك في كتيب تصميم الطرق النرويجي، إذ أن انحدار التصريف الأدنى هو 2% وليس 0.5%.

## قيم نموذجية لانحدار التصريف
عمومًا، في أجزاء الطريق المستقيمة، يكون انحدار التصريف على الأقل 1 – 3% وذلك لأن الميل العرضي الطبيعي هو 1 – 3%.
يكون انحدار التصريف في الأجزاء المنحنية أعلى، ويمكن أن يصل أحيانًا إلى 5 – 12% بسبب التعلية الإضافية (أو المَمِيْل) في المقطع العرضي التي يمكن أن تصل إلى 5 – 8% في المناطق التي تكون فيها الطرق جليدية، وأكثر من 12% في المناطق التي لا تحوي على طرق جليدية.
يساهم الميل الطولي للطريق في وجود ميل تصريف كبير. على أي حال، تُعد الطرق السريعة ذات الميول الطولية الأكثر حدة من 0.5% نادرة بشكل كبير خارج المناطق التلية أو الجبلية.

## تأثير الانحدار غير الكاف
بفضل الميل العرضي الطبيعي والعلاقة مع درجة الانحدار، فإن أجزاء الطريق ذات انحدار التصريف غير الكاف هي قليلة وقصيرة. مع ذلك، فإنها تسبب عدد كبير من حوادث الانزلاق. توجد هذه البؤر في مداخل ومخارج المنعطفات المائلة (أو ذات الضفة المنحدرة)، حيث الميل العرضي يغير اتجاهه من أجل تشكيل تعلية إضافية. بما أن الطرف الخارجي للمنعطف يُرفع ليشكل انحدار، فإن هذا الانحدار يصل إلى نقطة يكون فيها الميل العرضي منبسطًا تمامًا. إذا لم يكن هناك درجة انحدار طولية كافية، فإن الماء سيتجمع في هذه النقاط. يحدث هذا الأمر في بدايات ونهايات المنعطفات نحو اليسار في البلدان التي تكون جهة السير فيها على اليد اليمنى، ونحو اليمين في البلدان التي تكون جهة السير فيها على اليد اليسرى.
أظهرت دراسة سويدية كبيرة أن الحوادث تقع على مسارب المرور في الطرف الخارجي للمنعطف بمتوسط خمس مرات أكثر من مسارب الطرف الداخلي للمنعطف. يمكن تفسير ذلك جزئيًا بأن مداخل ومخارج الحافة الخارجية للمنعطف المائل لا تملك انحدار تصريف كاف.

## تقليل حالات انحدار التصريف غير الكاف
يجب تصميم الطريق بطريقة تتوضع بها الأجزاء التي يغير فيها الميل العرضي الاتجاه، حيث يسير الطريق صعودًا أو نزولًا. وإلا، سيكون هناك منطقة في طبقة الرصف ذات انحدار تصريف صغير جدًا (< 0.5%)، مما سيؤدي إلى وجود خطر كبير لحوادث الانزلاق.
حين تُصمم منعطفات الطريق في موقع منبسط، فإنه من الضروري تصميم تموجات طويلة صعودًا ونزولًا عن قصد. يمكن أن تُفيد هذه الانحناءات الطولية «الاصطناعية» بعد ذلك من أجل تحقيق ميل تصريف كاف، في الأجزاء التي يكون فيها الميل العرضي قريب من الصفر.
هناك خيار آخر لتقليل الحوادث الحاصلة بسبب انحدار التصريف الصغير في مدخل ومخرج الطرف الخارجي للمنعطفات المائلة، وهو بنقل التعلية الإضافية بعيدًا عن الانحناءة ومنها إلى جزء مستقيم من الطريق. يحقق هذا الأمر مسرب مستقيم مائل. يمكن لهذا التصميم أن ينطوي على خطر آخر، إذ يمكن أن تصبح طبقة المياه أسمك (حين تُمطر) في المسرب المجاور. على أي حال، إن عدم وجود انعطاف للطريق، أيّ في قسم مستقيم، يخفف من القوى الجانبية وهكذا يبقى خطر الانزلاق منخفض.
مع ذلك هناك خيار آخر هو -ضمن قسم الانتقال إلى التعلية الإضافية- زيادة الميل العرضي «معدل الميل» ضمن المنطقة التي يكون فيها الميل العرضي بين 0.5- و0.5+ %.[بحاجة لمصدر]